# Université Amadou Hampaté Bâ
L'université Amadou Hampaté Bâ (UAHB) est un établissement privé d'enseignement supérieur situé à Dakar, la capitale du Sénégal.

## Historique
L'UAHB est une université privée professionnelle qui a reçu son agrément provisoire de fonctionnement le 24 novembre 2006. Son agrément définitif lui a été délivré en 2008 (agrément n° 0040/AG/DES du 3 avril 2008).
L'université tire son nom de l'écrivain et ethnologue malien Amadou Hampaté Bâ.

## Organisation
L'UAHB est composée de cinq facultés :
- Faculté des lettres et sciences humaines
- Faculté des sciences juridiques et politiques
- Faculté des sciences économiques et de gestion
- Faculté des sciences et technologies
- Faculté des sciences de la santé